# 조대원
조대원(趙大元, 1988년 4월 26일~)은 조선민주주의인민공화국의 바둑 기사이다. 2005년에 열린 세계아마추어바둑선수권대회에서 2위를, 2006년에는 3위를 기록했다. 이후 2008년 제1회 세계마인드스포츠게임즈 우승, 2013년 상려컵 항저우(杭州)국제도시바둑경기대회에서 조선민주주의인민공화국 선수로는 처음으로 1위를 차지했다